# Улица Марияс (Рига)
Улица Ма́рияс (латыш. Marijas iela) — улица в центральной части Риги, одна из важнейших транспортных магистралей города. Пролегает в северо-восточном направлении от стыка улиц 13 Января, Эмилии Беньямин и бульвара Райня до перекрёстка с улицами Блауманя и Авоту, где переходит в улицу Александра Чака. Общая длина — 654 метра.
Начало улицы Марияс относится к Центральному району города, а участок после перекрёстка с улицей Дзирнаву служит границей между Центральным районом и Латгальским предместьем (район Авоты).
На всём протяжении улица асфальтирована, имеет минимум две полосы движения в каждом направлении. По улице в обоих направлениях курсирует общественный транспорт разных маршрутов.

## История
Улица была проложена после сноса городских валов, когда осуществлялся проект реконструкции освободившихся участков между Старым городом и предместьями (с 1857 по 1863 год). Работы по демонтажу крепостных сооружений курировал прибалтийский военный губернатор А. А. Суворов. Во время этих работ по реконструкции была построена улица от бульвара Наследника (ныне бульвар Райня) до улицы Мельничной (Дзирнаву), которая далее переходила в Новую улицу, проложенную ещё в начале XIX века. В 1860 году вновь проложенная улица получила название Мариинская (нем. Marienstrasse, латыш. Marijas iela) — в честь Марии Александровны, супруги императора Александра II.
В 1885 году Новая улица (нем. Neustrasse, латыш. Jaunā iela) была присоединена к Мариинской; таким образом, Мариинская улица стала в несколько раз длиннее и достигала теперь Перновской улицы.
В 1927 году улицу было предложено переименовать в улицу Олава, однако это переименование не состоялось (два года спустя именем Вилиса Олавса назвали новую улицу в Межапарке).
В период немецкой оккупации улица временно именовалась Pleskauer Straße (латыш. Pliskavas iela, рус. Псковская улица). Во времена Латвийской ССР, в 1950 году улица была названа в честь полководца А. В. Суворова. Существует предположение, что при вынесении решения о данном переименовании были спутаны заслуги генералиссимуса и его внука — военного губернатора, упомянутого выше (его имя ранее носила улица Кришьяня Барона).
В 1989 году бо́льшая часть улицы Суворова (от стыка улиц Блауманя и Авоту до конца улицы) получила новое название — улица Александра Чака, а оставшаяся часть восстановила первоначальное название — улица Марияс.

## Застройка
Застройка сформировалась в конце XIX — начале XX столетия. Наиболее примечательны и оригинальны здания в стиле латышского национального романтизма. 9 зданий по улице Марияс являются охраняемыми памятниками архитектуры:
- Дом № 2 (1911, архитектор Пауль Мандельштам)[9].
- Дом № 3 (1880, архитектор Я. Ф. Бауманис)[10].
- Дом № 5 (1895, архитектор К. И. Фельско)[11].
- Дом № 6 (год постройки 1904)[12].
- В доме № 9 с 1900 по 1902 год проживал революционер, политический деятель Степан Георгиевич Шаумян, ставший позднее одним из бакинских комиссаров. В это время он учился в Рижском политехническом институте, откуда в 1902 году был исключён «за революционное поведение» и вынужден был покинуть Ригу.
- Дом № 13, совместно с прилегающими зданиями по ул. Дзирнаву, 84 и Элизабетес, 85а, образует коммерческий комплекс "Berga bazārs" (1888-1893)[13][14].
- Дом № 16 (1914, архитектор А. Ванагс)[15].
- Дом № 18 (1908, архитектор Я. Алкснис)[16].
- Дом № 21 (1910, архитекторы Эдгар Фризендорф и Отто Ланцки)[17]. Во дворе этого дома находился кинотеатр «Палладиум» (1912, арх. Фризендорф), некогда один из наиболее известных кинотеатров Риги (реконструирован в 1998 году, с 2002 не работает)[18].
- Дом № 23 (1886, архитектор Я. Ф. Бауманис)[19].

В крупном доме № 9 («дом Нестерова», 1899, архитектор К. Пекшенс) стены в подъездах украшали орнаменты в стиле модерн — это были старейшие подобные росписи, о которых сохранились сведения. К сожалению, при последующих ремонтах эти узоры оказались закрашены. С 1900 по 1902 год в доме № 9 проживал революционер Степан Шаумян, ставший позднее одним из бакинских комиссаров. В это время он учился в Рижском политехническом институте, откуда в 1902 году был исключён «за революционное поведение» и выслан на Кавказ.
В доме № 11 с 1940 по 1977 год жила пианистка и композитор Луция Гарута (установлена мемориальная доска).

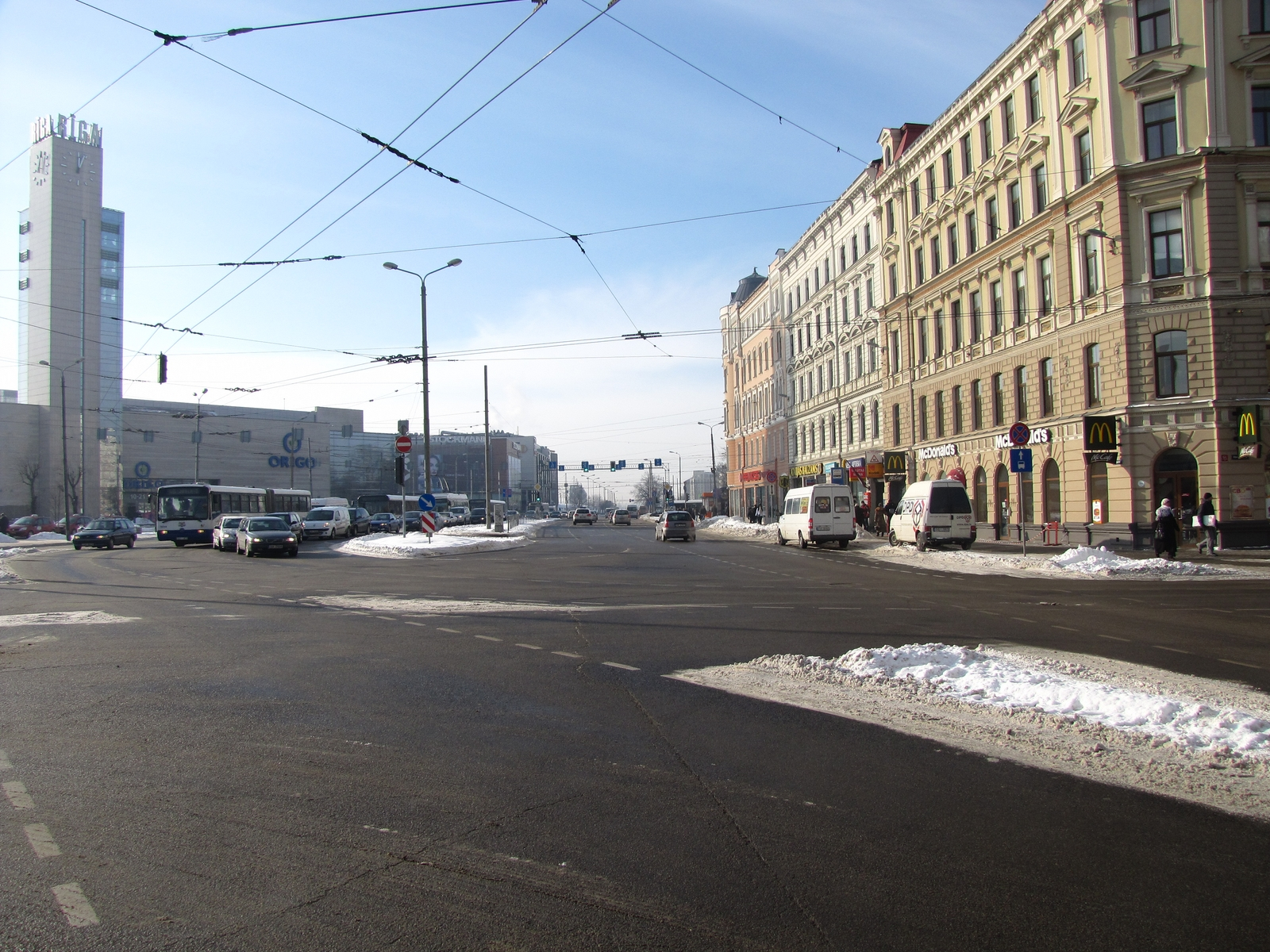
Вид улицы Марияс вдоль Привокзальной площади
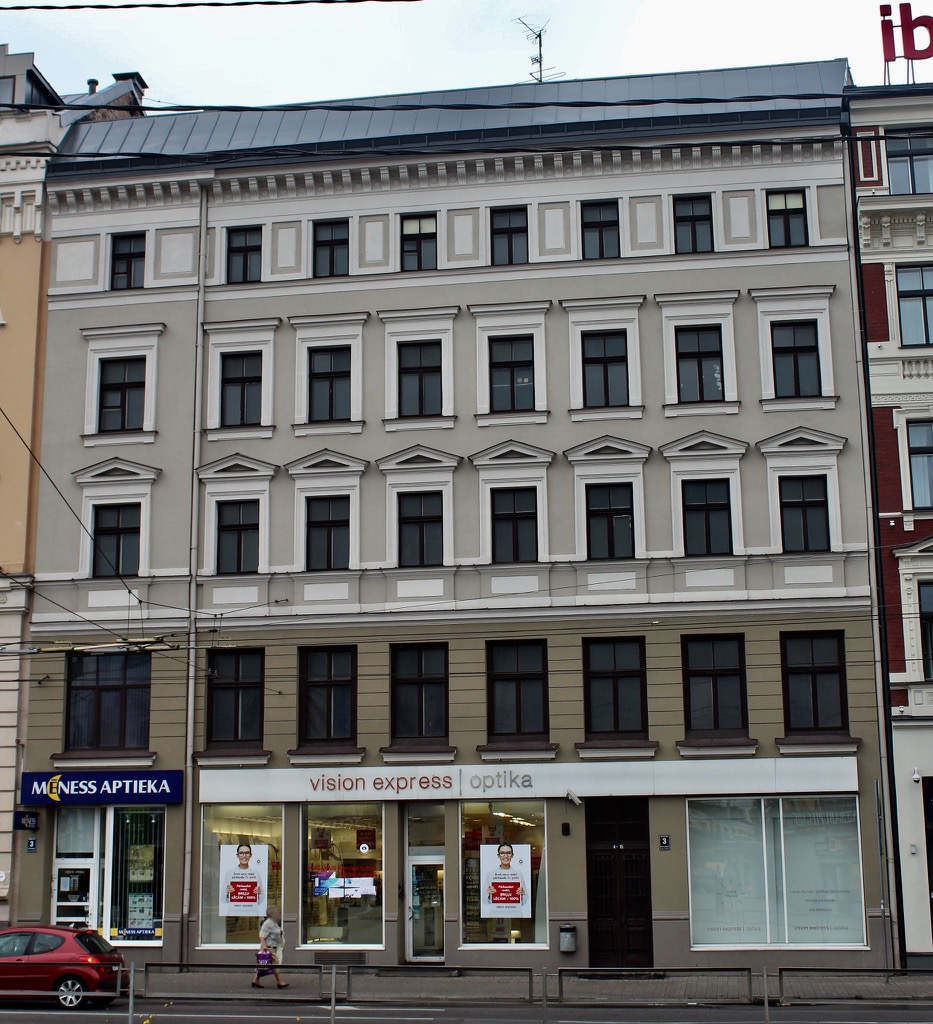
Дом № 3
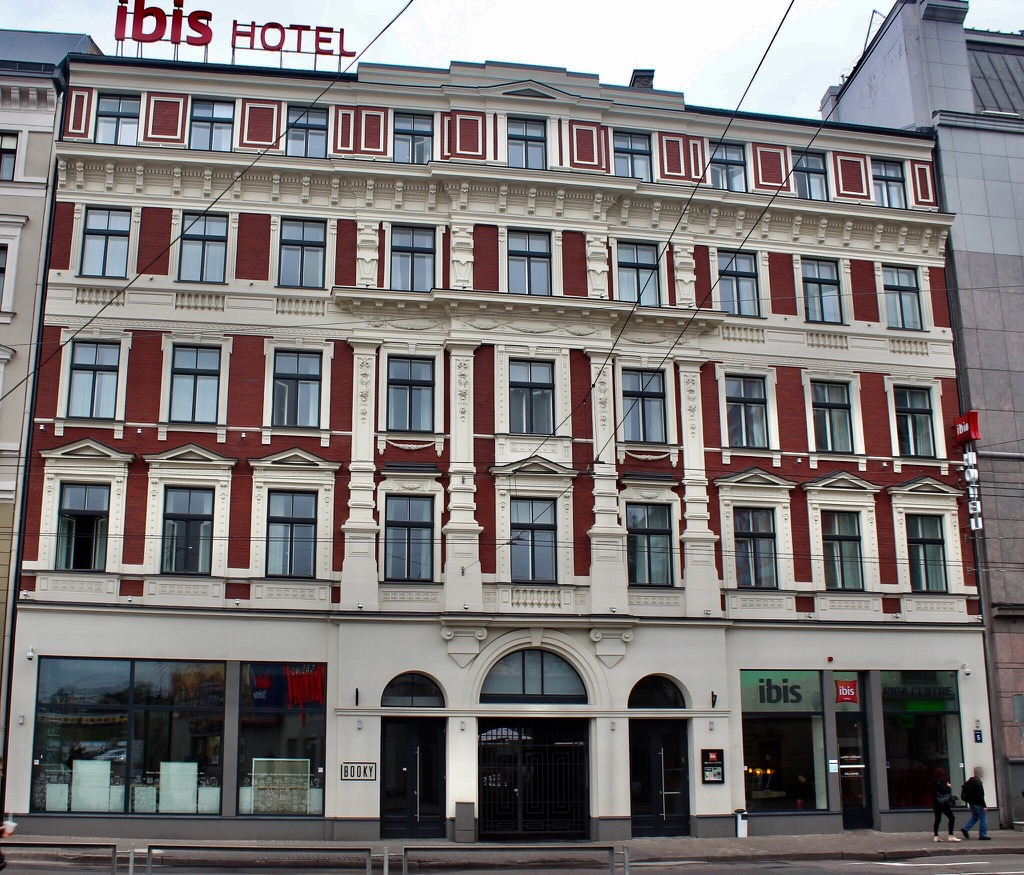
Дом № 5
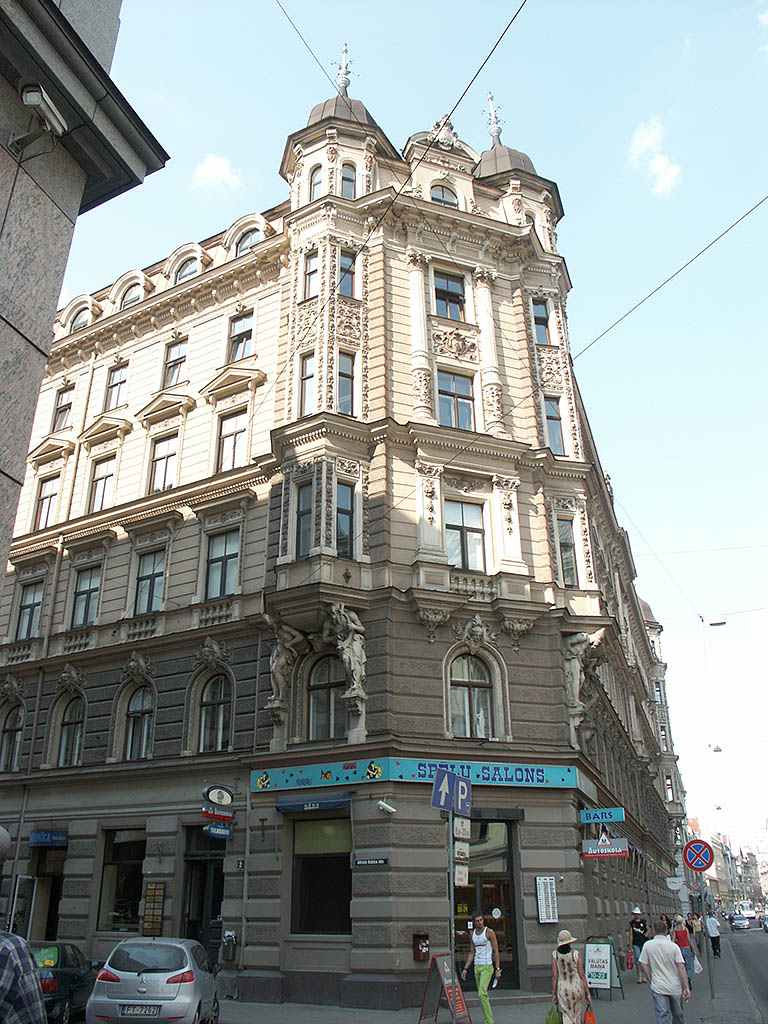
Дом № 9
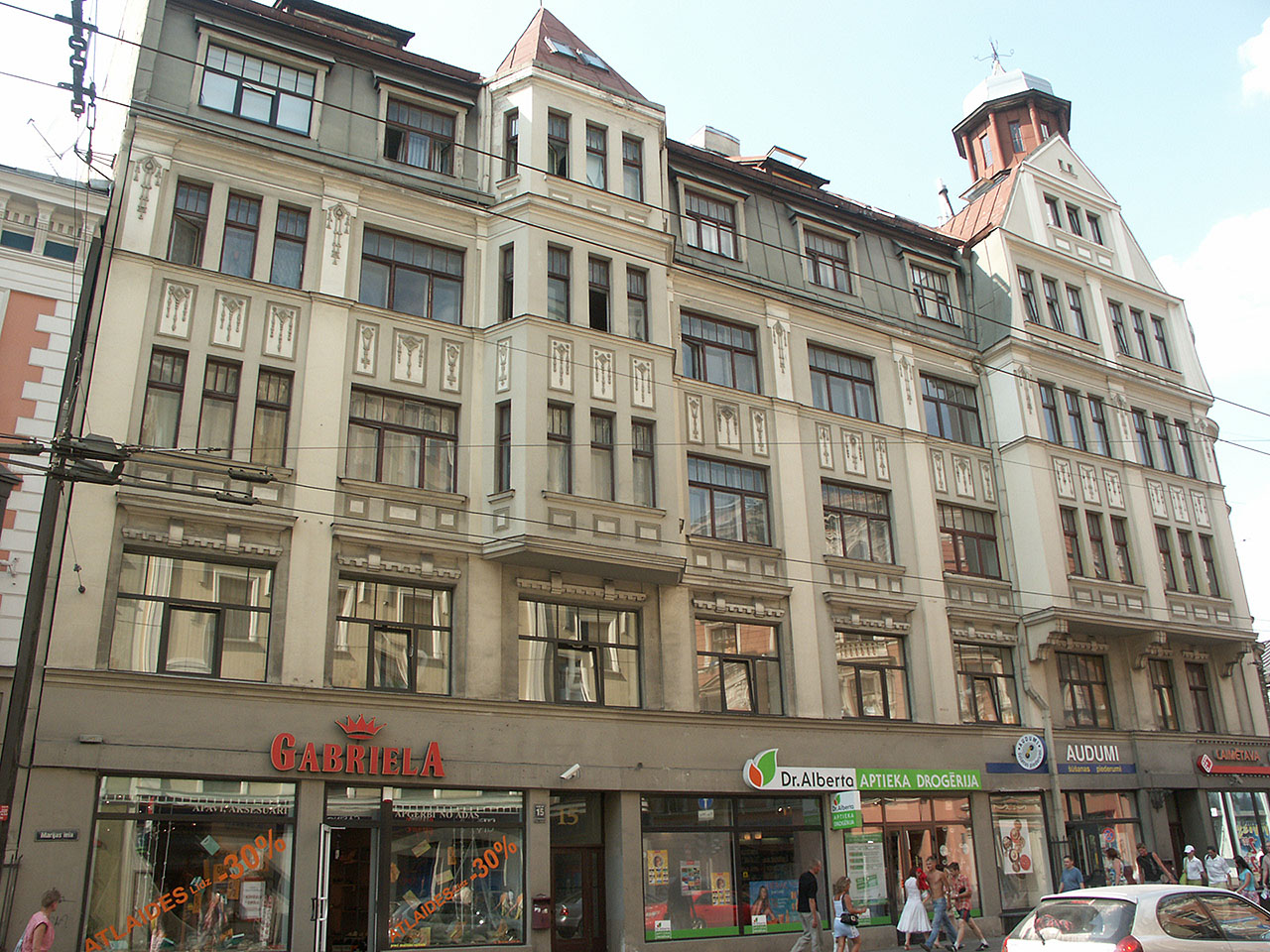
Дом № 15
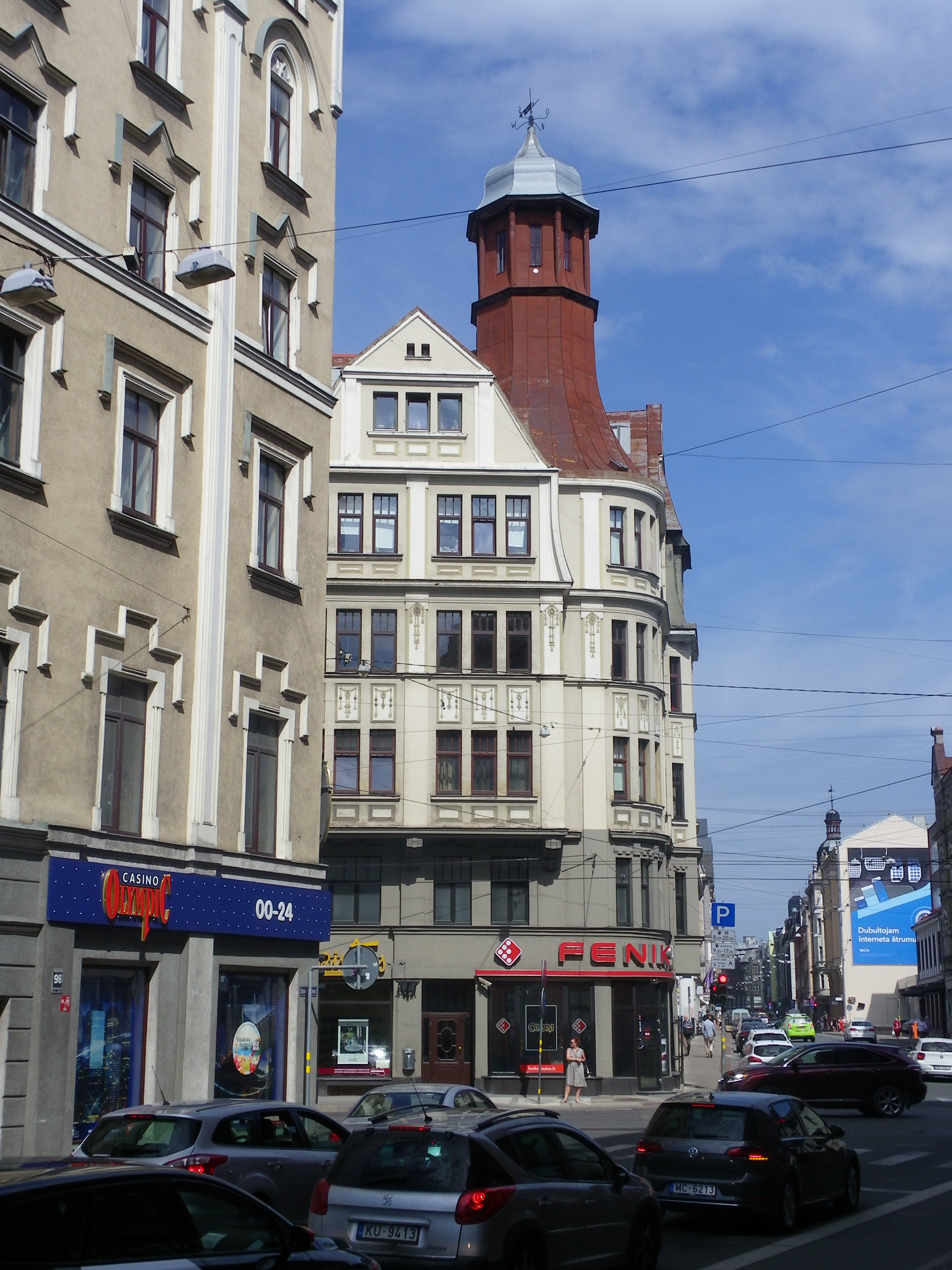
Вид вдоль ул. Дзирнаву на дом по ул. Марияс, 15
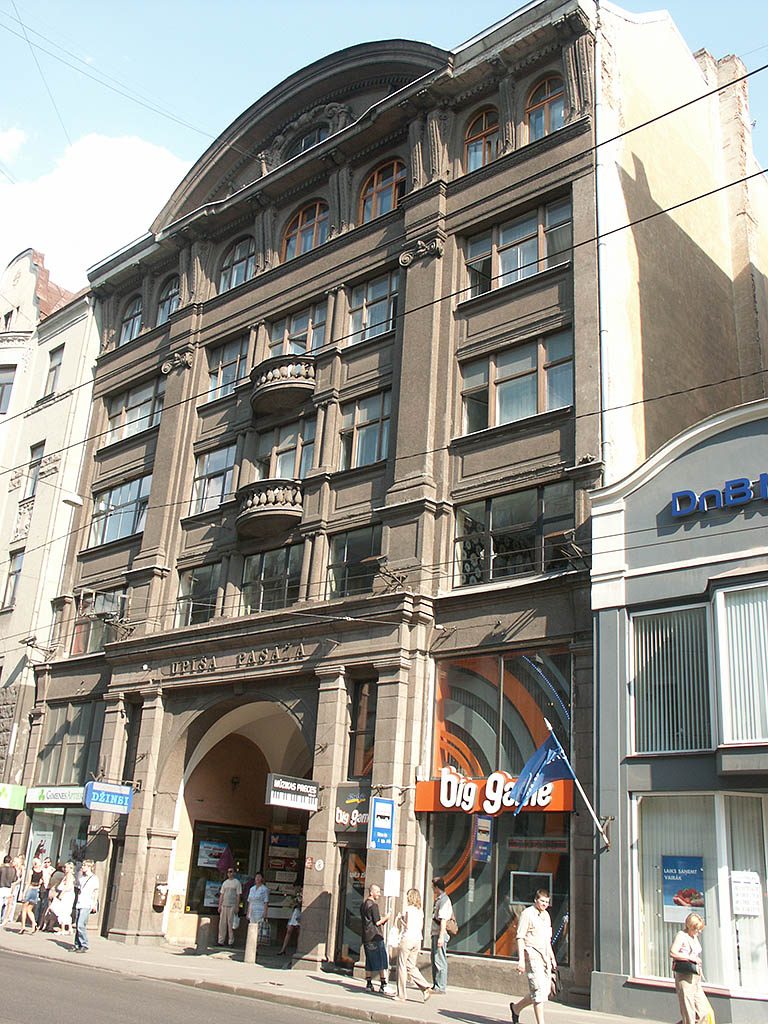
Дом № 16
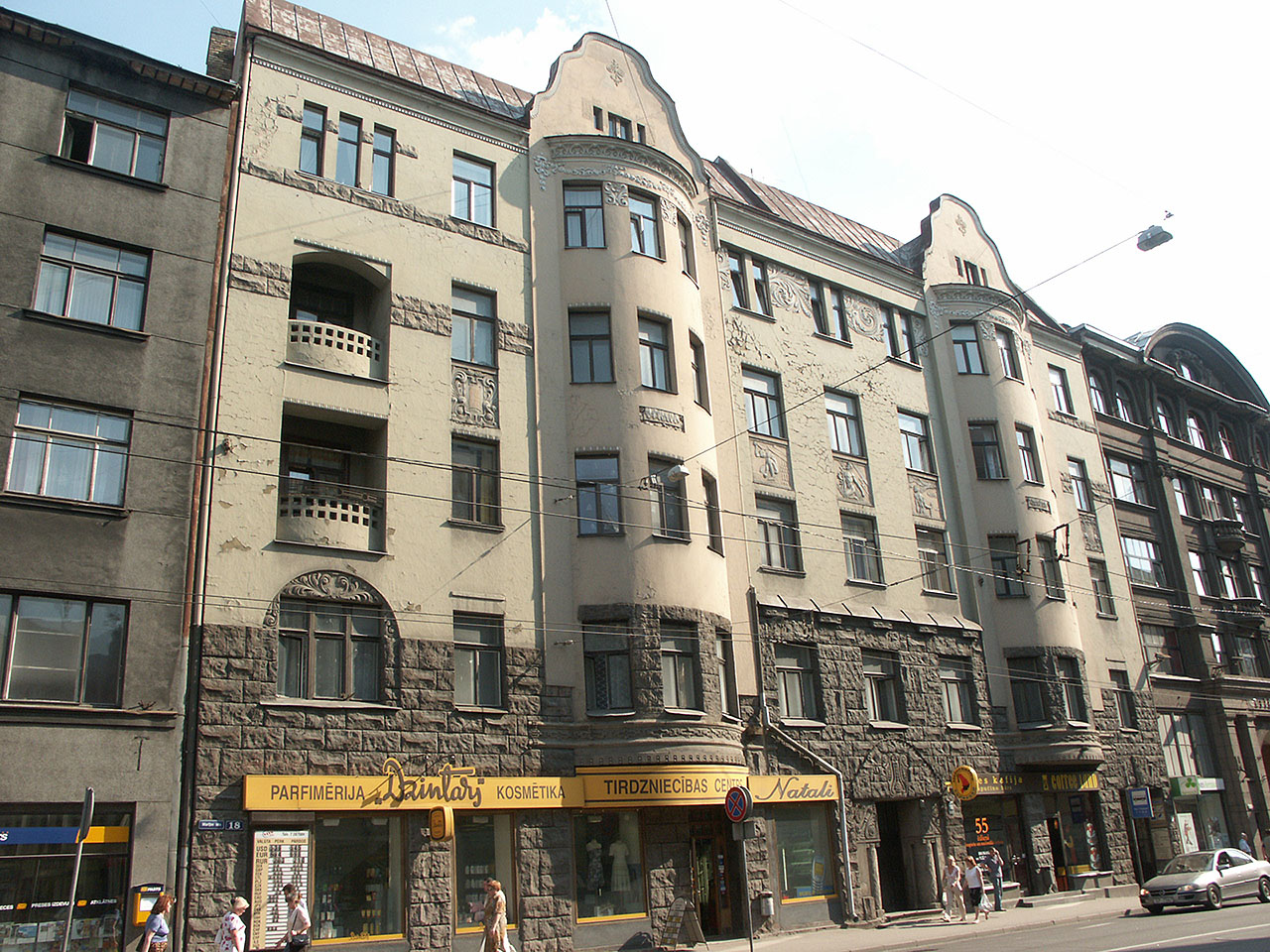
Дом № 18
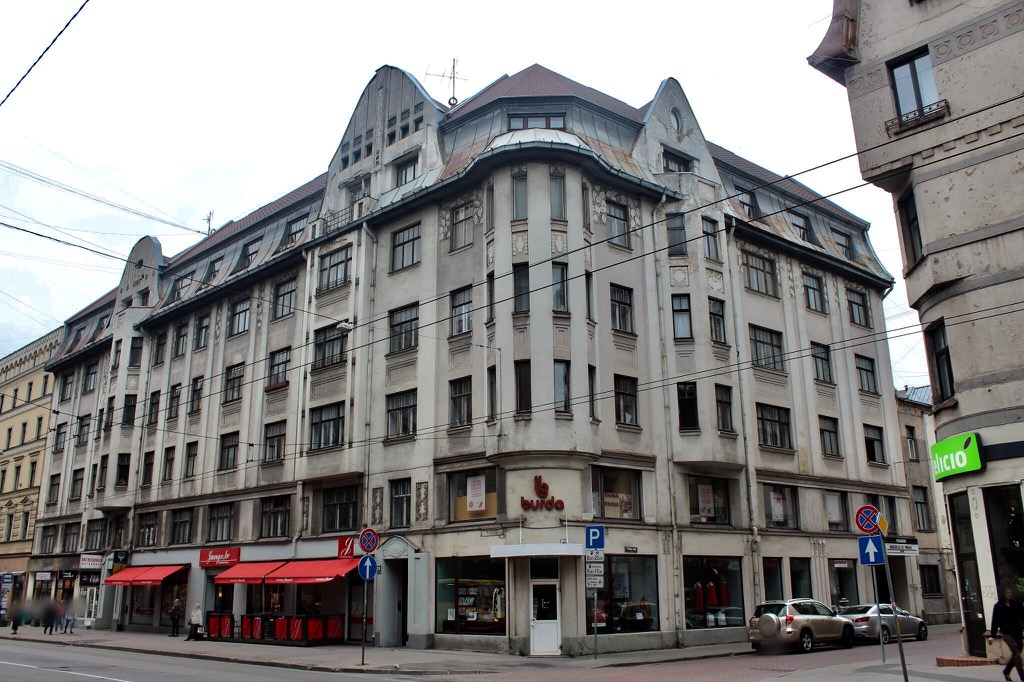
Дом № 21
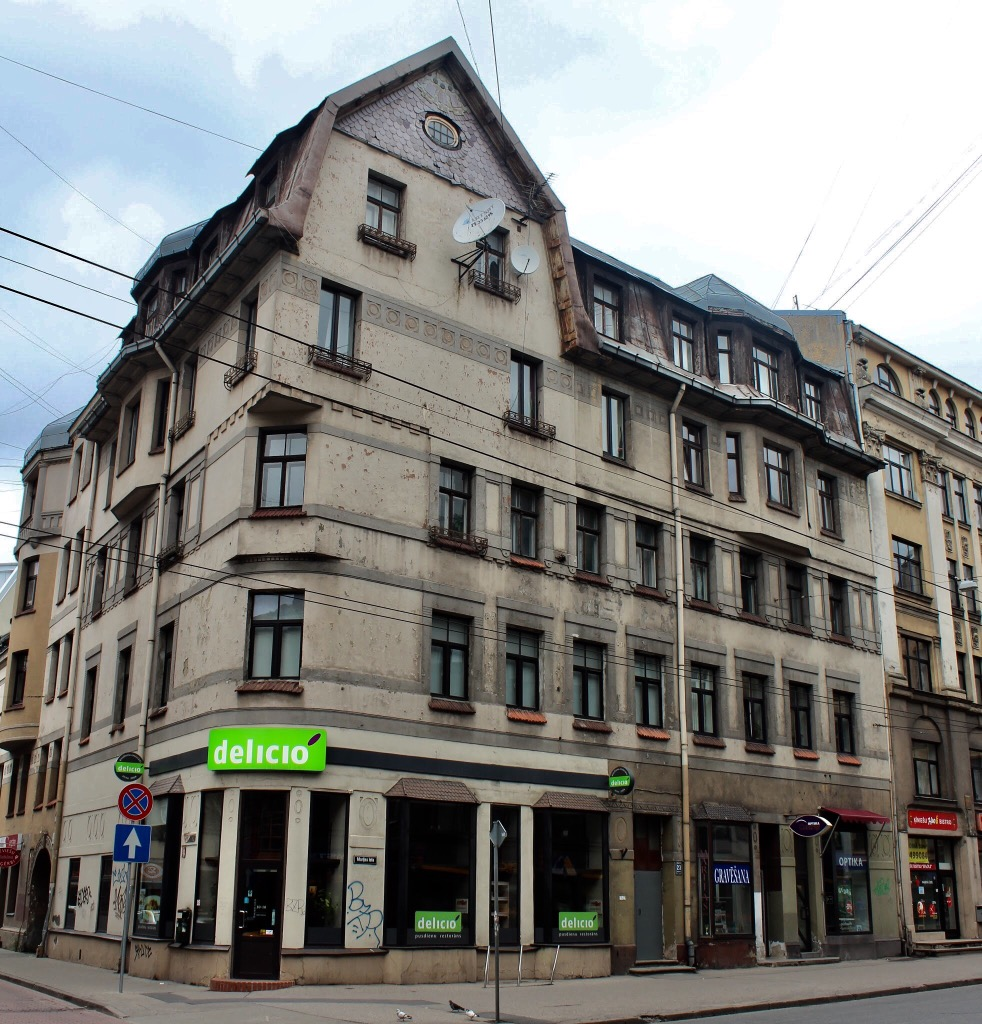
Дом № 23

## Прилегающие улицы
Улица Марияс пересекается со следующими улицами:
- улица Эмилии Беньямин
- бульвар Райня
- улица Меркеля
- улица Сатеклес
- улица Алфреда Калныня
- улица Элизабетес
- улица Дзирнаву
- улица Персес
- улица Блауманя
- улица Авоту